# 比爾諾索韋
47°28′6″N 29°48′43″E / 47.46833°N 29.81194°E
比爾諾索韋（烏克蘭語：Бірносове）是位於烏克蘭西南部的村莊，由敖德萨州羅茲季利納區的扎哈里夫卡市鎮負責管轄。該村始建於1857年，面積1.41平方公里，海拔高度124米，2001年人口170，人口密度每平方公里120.57人。